# نيك بلاكبيرن
نيك بلاكبيرن (بالإنجليزية: Nick Blackburn)‏ هو لاعب كرة قاعدة أمريكي، ولد في 24 فبراير 1982 في أدا في الولايات المتحدة.

## وصلات خارجية
- نيك بلاكبيرن على موقع دوري كرة القاعدة الرئيسي (الإنجليزية)
- نيك بلاكبيرن على موقعبيزبول رفرنس.كوم (الدوري الرئيسي) (الإنجليزية)
- نيك بلاكبيرن على موقعبيزبول رفرنس.كوم (الدوري الثانوي) (الإنجليزية)
- نيك بلاكبيرن على موقع إي إس بي إن.كوم (أم.أل.بي) (الإنجليزية)
- نيك بلاكبيرن على موقع مشجعي الرسوم البيانية (الإنجليزية)